# Incidente del Golders Green Handley Page O/400
L'incidente del Golders Green Handley Page O/400 è stato un incidente verificatosi il 14 dicembre 1920, quando un aereo per trasporto passeggeri modello Handley Page O/400 della Handley Page Transport, nel suo viaggio programmato da Londra a Parigi (con a bordo 2 uomini d'equipaggio e 6 passeggeri), si è schiantato nel sobborgo settentrionale londinese di Golders Green appena dopo il suo decollo dal Cricklewood Aerodrome provocando la morte dei 2 piloti e di 2 passeggeri. È stato il primo incidente mortale per un aereo appartenente alla compagnia di linea Handley Page Transport e per anni è stato considerato come il primo disastro aereo con protagonista un aereo di linea; tuttavia, l'anno precedente, era già avvenuto un altro incidente con un più alto numero di vittime.

## L'aereo
L'aereo protagonista dell'incidente era una Handley Page O/400 registrato come G-EAMA, un biplano bimotore con 7 posti passeggeri. Questo biplano era stato originariamente progettato e costruito dalla Birmingham Carriage Company e consegnato all'aviazione britannica durante la Prima guerra mondiale per essere utilizzato come bombardiere. Dopo il conflitto i modelli rimanenti sono stati quindi convertiti dalla Handley Page ad aerei passeggeri a partire dal 1919 e utilizzati dalla società dedicata a questo tipo di voli, la Handley Page Transport.

## L'incidente
Attorno alle 12:00 del 14 dicembre 1920, in una giornata di nebbia, l'aereo è partito dal Cricklewood Aerodrome di Londra (la pista di proprietà della stessa Handley Page) con il suo carico di passeggeri, posta e merci. Subito dopo il decollo, l'aereo è stato visto volare basso e colpire un albero, per poi schiantarsi nel giardino posteriore di una casa del sobborgo londinese di Golders Green (il n. 6 di Basing Hill), nelle vicinanze della pista. 4 passeggeri si sono gettati fuori dell'aeroplano, oppure sono riusciti ad uscire dalla carlinga in fiamme dopo lo schianto: 2 di essi sono rimasti illesi, mentre gli altri 2 hanno subito lievi ferite. I 2 membri dell'equipaggio e i rimanenti 2 passeggeri sono invece morti nell'incendio della carlinga. Gli abitanti del quartiere sono subito accorsi attorno all'aereo precipitato per prestare i primi soccorsi ma, a causa del fuoco divampato dall'aereo, il loro aiuto è risultato inutile. A spegnere l'incendio e a rimuovere i cadaveri sono accorsi i vigili del fuoco della Fire Brigade di Hendon. L'aereo è risultato completamente distrutto e la casa colpita nello schianto gravemente danneggiata.

## L'inchiesta
Il 16 dicembre 1920 si è tenuta l'inchiesta per fare luce sulle cause dello schianto dell'aereo. Uno dei sopravvissuti ha raccontato che, prima del decollo, i motori dell'aereo erano stati testati senza mostrare alcun problema, ma l'aereo non è comunque stato in grado di superare la quota di 100 piedi ed improvvisamente ha colpito un albero. Dopo lo schianto dell'aereo, lo stesso testimone ha raccontato di essere uscito dalla carlinga rompendo il vetro di un finestrino dell'aereo. Nonostante altre ulteriori testimonianze (tra cui quella del pilota che aveva guidato l'aereo nel volo precedente), l'inchiesta non è riuscita a trovare la causa dello schianto.